# Crematogaster kelleri
Crematogaster kelleri är en myra som beskrevs 1891 av Auguste-Henri Forel. Arten ingår i släktet Crematogaster och familjen myror. Inga underarter finns listade i Catalogue of Life.
C. kelleri förekommer i Madagaskar och Seychellerna. Den är vanlig på Madagaskar, och har insamlats på höjder från havsytan upp till 2000 meter. Den är vanligare på lägre nivåer i regnskog än på högre höjd i torra skogar.
Färgvariantionerna hos C. kelleri tycks vara gradvis hos den "bruna formen". Denna form kan vara mycket blekbrun till nästan svart; den bleka färgen ses mest i små exemplar, medan mörkare färg är vanligast hos större individer. Färgvariationen i denna bruna form är också stor inom kolonier, det vill säga en koloni har ofta både blekt färgade, små arbetare och mörkare, större arbetare. En andra färgform, den "gula formen", är skild från och inte en del av variationen inom den bruna formen. Denna gula formen verkar inte variera inom kolonier, och kolonier med gulfärgade arbetare har också drottningar av samma färg. Färgen på hanarna är okänd. Bortsett från färg, skiljer inget annat morfologiskt mellan de gula och bruna formerna. Lektotyparbetaren av C. kelleri representerar den gula formen, medan syntyperna av C. adrepens tillhör den bruna formen.

## Bildgalleri

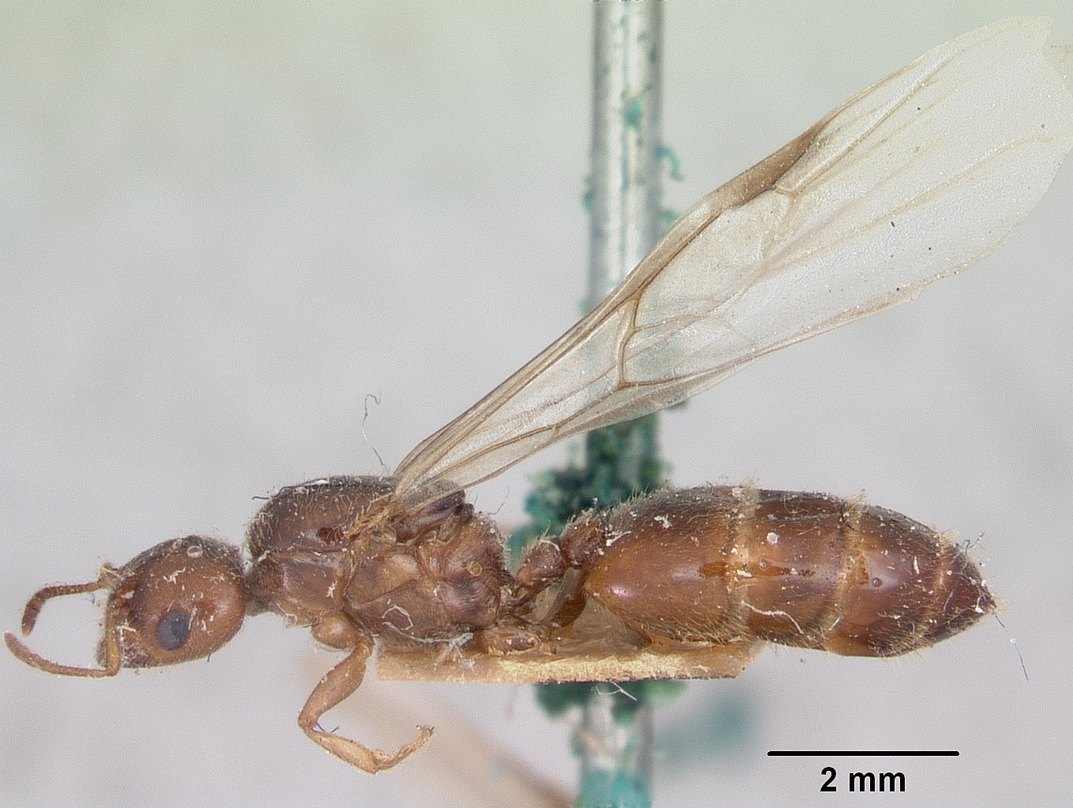
brun form
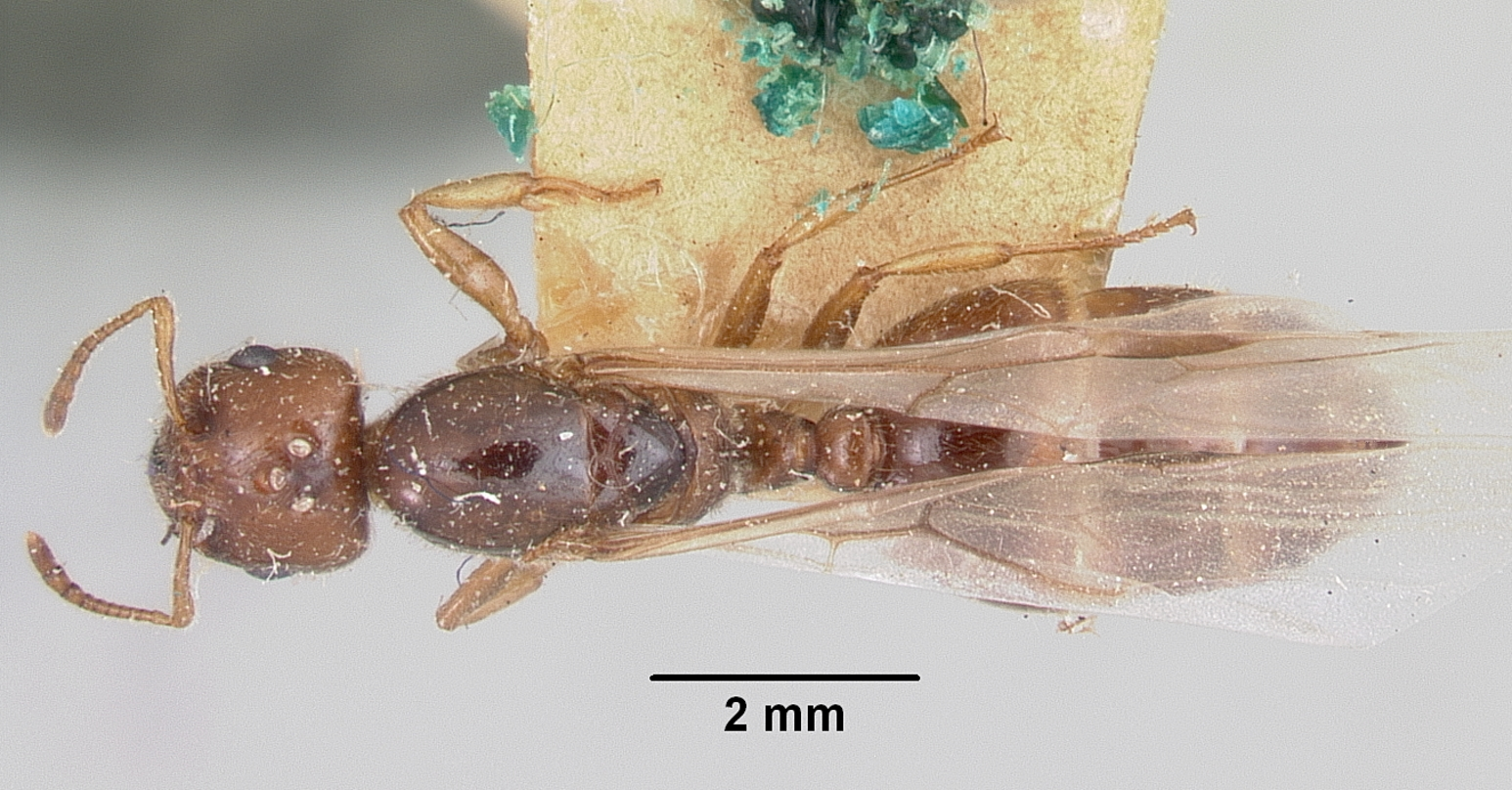
brun form
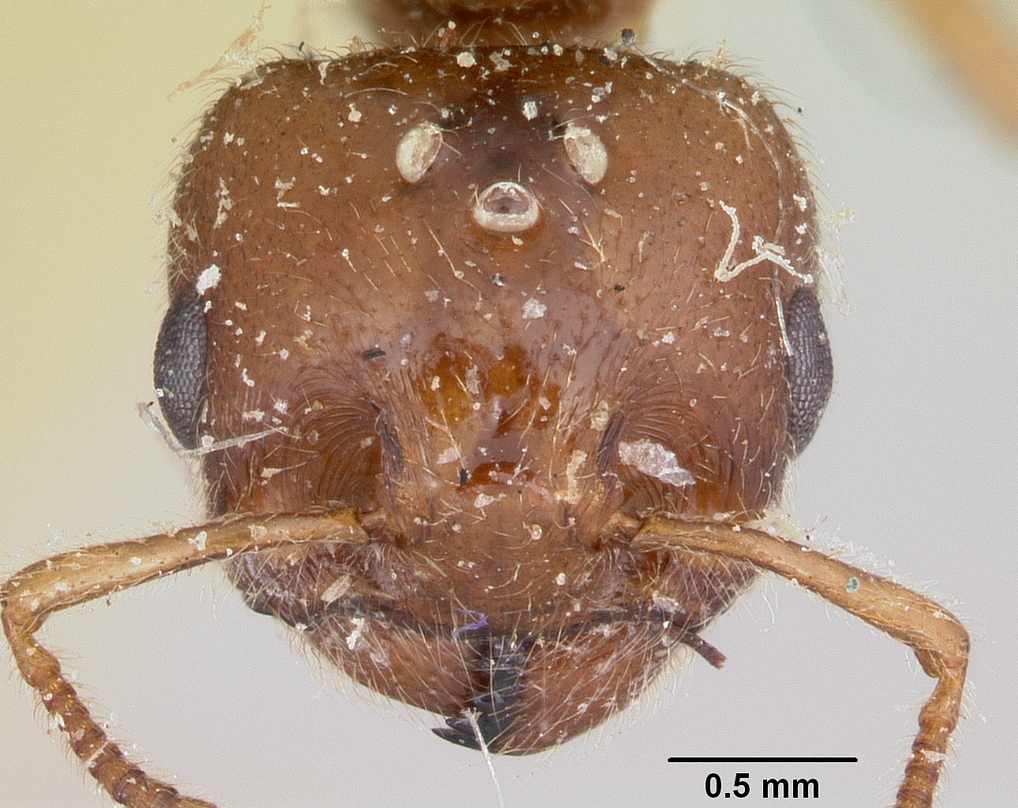
brun form
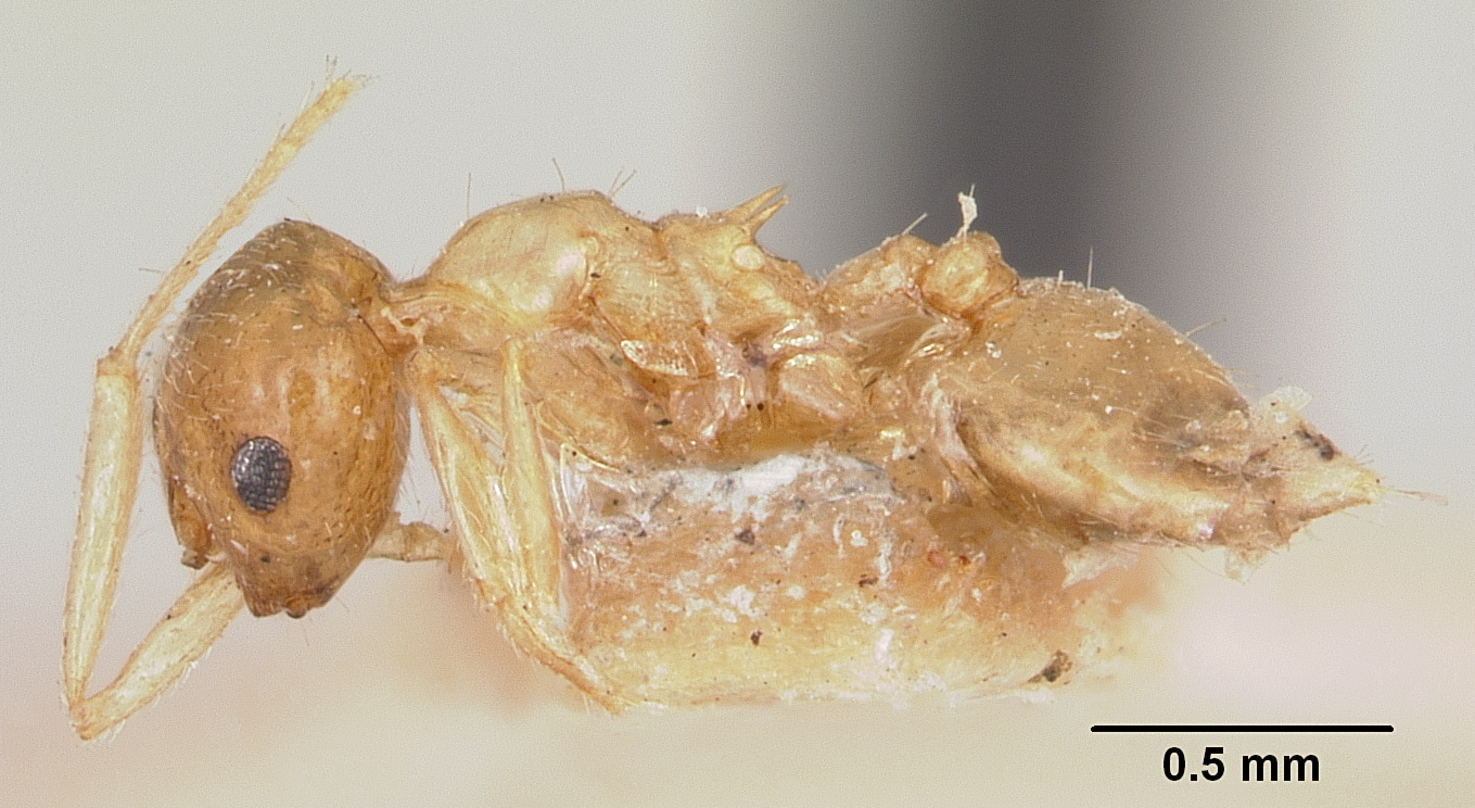
gul form
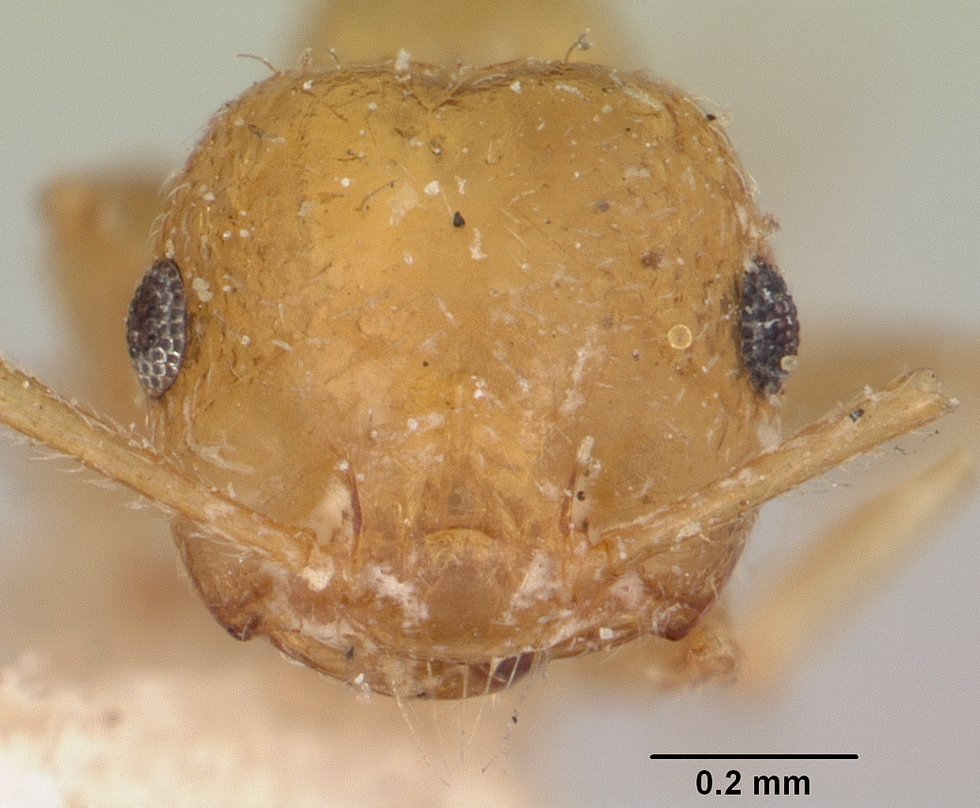
gul form